# 標章の国際登録に関するマドリッド協定の議定書
標章の国際登録に関するマドリッド協定の議定書（ひょうしょうのこくさいとうろくにかんするマドリッドきょうていのぎていしょ、Protocol Relating to the Madrid Agreement Concerning the International Registration of Marks、略称：マドリッド協定議定書、マドリッド・プロトコル、マドプロ）は、1989年に作成され、1995年12月に発効した商標の国際登録について定める国際条約である。標章の国際登録に関するマドリッド協定（マドリッド協定）の議定書という形式を取っているが、マドリッド協定とは独立した条約である。

## 概要
この条約の管理は、世界知的所有権機関が行っている。
締約国は97か国（2015年12月現在／予定国含む）。日本は1999年12月13日にこの条約に加入し、この条約は2000年3月13日に日本について効力を発生している。
商標の国際登録制度についての条約としては、1891年に作成されたマドリッド協定があったが、手続き上の制約が厳しかったため、米国、英国、日本等の主要国が締結せず、国際登録のメリットが充分に得られなかった。
このような状況を背景に、マドリッド協定議定書は、より多くの国が参加できる国際登録制度の創設を目的に作成された。

## マドリッド協定とマドリッド協定議定書の比較
|              | マドリッド協定                                                                     | マドリッド協定議定書                                                                                               |
| ------------ | ---------------------------------------------------------------------------------- | --- |
| 使用言語     | フランス語                                                                         | 英語・フランス語・スペイン語                                                                                       |
| 拒絶通報期間 | 出願から1年以内                                                                    | 出願から1年又は1年6月以内                                                                                          |
| 登録の取消   | 本国における基礎登録が無効・取消となった場合に国際登録も取り消され、救済措置がない | 本国における基礎登録が無効・取消となった場合には国際登録も取り消されるが、国際登録を各指定国への国内出願に変更可能 |